# Bomba Estéreo
Bomba Estéreo — колумбийская музыкальная группа. В творчестве сочетает кумбию с электронной музыкой.

## История
Группа образовалась в 2005 году в Боготе. Первоначально выступали с живыми концертами и гастролировали по Колумбии, c 2008 по 2013 годы приняли участие в музыкальных фестивалях и выступили с концертами во многих странах мира, вышло несколько альбомов группы. В 2009 году песня «Fuego» использована в игре FIFA 10, а в 2021 году и в игре Far Cry 6 как песня в радио. Та же песня в 2011 году стала лейтмотивом аргентинского телесериала «El puntero». В 2011 году песня «La Boquilla» стала саундтреком фильма «Области тьмы».

## Дискография

### Альбомы
- Vol. 1 (Polen Records, 2006)
- Estalla (Polen Records, 2008)
- Blow Up (Nacional Records, 2009)
- Ponte Bomb EP (Nacional Records, 2011)
- Elegancia Tropical (Polen Records, 2012)
- Amanecer (2015)
- Ayo (2017)